# Morsang-sur-Orge
Morsang-sur-Orge – miejscowość i gmina we Francji, w regionie Île-de-France, w departamencie Essonne.
Według danych na rok 1990 gminę zamieszkiwało 19 401 osób, a gęstość zaludnienia wynosiła 4419 osób/km² (wśród 1287 gmin regionu Île-de-France Morsang-sur-Orge plasuje się na 148. miejscu pod względem liczby ludności, natomiast pod względem powierzchni na miejscu 722.).